# Saint-Maurice-sur-Vingeanne
Saint-Maurice-sur-Vingeanne è un comune francese di 217 abitanti situato nel dipartimento della Côte-d'Or nella regione della Borgogna-Franca Contea.

## Società

### Evoluzione demografica
Abitanti censiti